# Lucie Loosová
Lucie Loosová (* 17. dubna 1974) je česká výtvarnice, kostýmní návrhářka, scénografka a kurátorka. Na svém kontě má více než 130 inscenací z repertoárů významných českých i zahraničních divadelních scén. Kromě klasického divadla, baletu i opery se věnuje i výuce divadelní teorie a praxe na českých i zahraničních univerzitách.

## Životopis
V roce 1992 dokončila studium na Střední uměleckoprůmyslové škole v Praze (obor Design hraček). Poté pokračovala studiem scénografie na Divadelní fakultě Akademie múzických umění (DAMU). Během studia absolvovala několik zahraničních pobytů  (Velká Británie, Dánsko) a stáží (Švédsko, USA, obor fotografie na FAMU). Promovala v roce 1999. V roce 2008 dokončila doktorské studium na DAMU.
Spolupracovala s režiséry jako jsou Oto Ševčík, Michal Dočekal, Jiří Nekvasil, Juraj Herz, Jiří Menzel, Petr Novotný, Lumír Olšovský. Také spolupracovala s divadly v Česku i na Slovensku, mezi nimiž bylo např. Národní divadlo, Divadlo Bez zábradlí, Dejvické divadlo, Divadlo na Vinohradech a Slovenské národní divadlo. Ve Spojených státech vytvořila v Chicagu výpravu ke hrám Doctor Faustus a Mandragora a v Los Angeles ke Snu noci svatojánské. Jako kostýmní výtvarnice a scénografka pracovala také na muzikálech Šumaři na střeše a Jekyll & Hyde v Hudebním divadle Karlín nebo k Jeptiškám v Divadle Na Fidlovačce. Také navrhla kostýmy k pražskému uvedení Bídníků / Les Misérables (2003) a Miss Saigon na scéně Goja Music Hall nebo k Noci na Karlštejně a Producentům v Hudebním divadle Karlín. Spolupracovala na tvorbě kostýmů k muzikálům Noc na Karlštejně, Josef a jeho úžasný pestrobarevný plášť nebo k operetě Krásná Helena v Národním divadle moravskoslezském.
Šest let žila v Šanghaji, kde vystudovala čínskou inkoustovou malbu a zúčastnila se několika skupinových výstav. Vedla workshopy o evropské divadelní scénografii na univerzitě v Si-anu. Od roku 2023 žije s rodinou v čínském městě Chang-čou.

## Výstavy

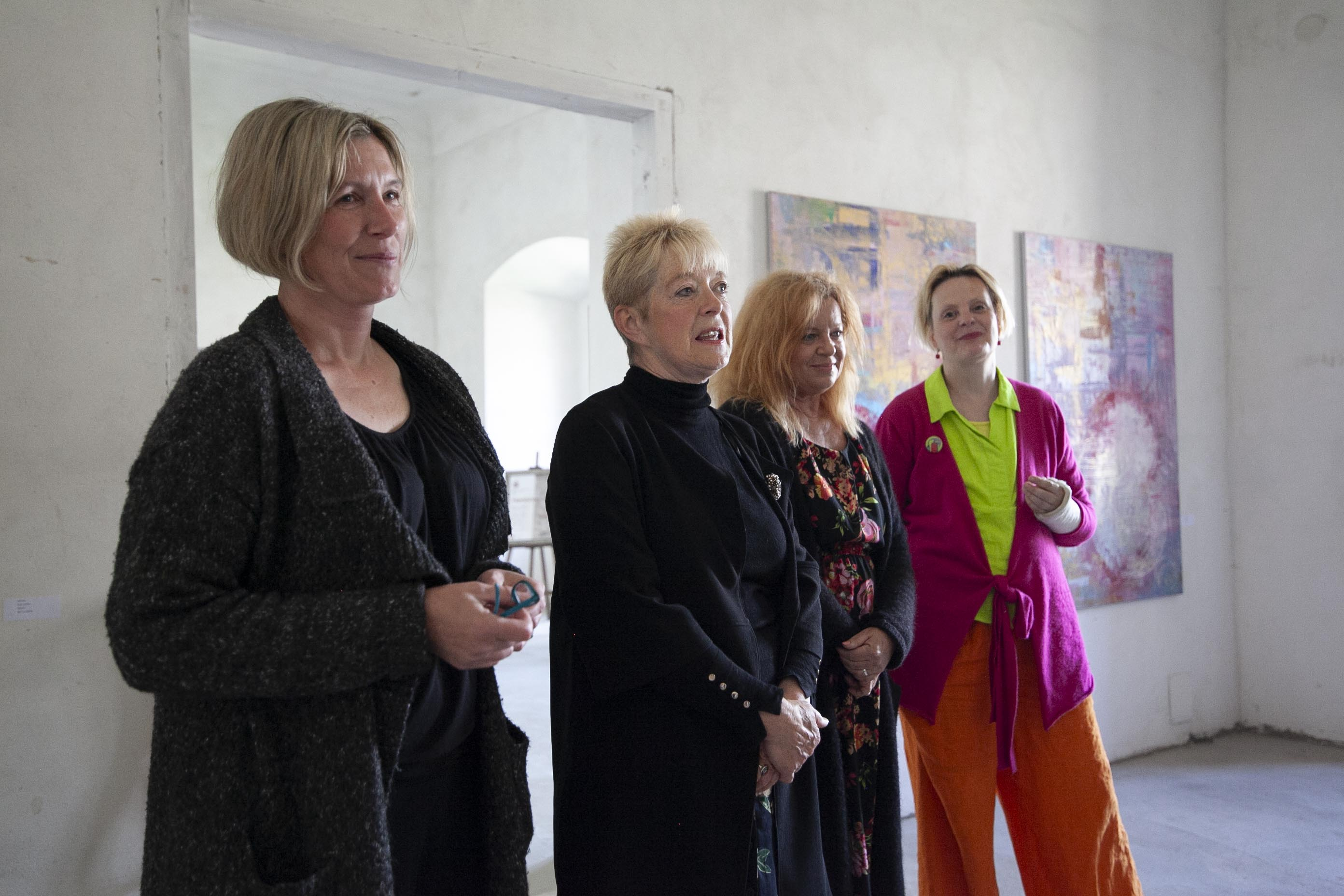
Lucie Loosová (vpravo) na vernisáži výstavy na zámku v Rožmitále pod Třemšínem společně s Lívií Bertók, Evou Heyd a Kristýnou Makovičkovou

- 2023 – 365 tahů štětcem, zámek Rožmitál pod Třemšínem[5]
- 2024 – Hapy Birds: A Journey of Love, Šanghaj[1]